# 라우펜 BE역
라우펜 BE역(독일어: Bahnhof Laupen BE)은 스위스 베른주 라우펜 시의 기차역이다. 젠제탈반의 표준궤 플라마트 –라우펜선의 서쪽 종점이다.

## 역사
2021년 이전에 역 건물은 뵈징겐 거리(Bösingenstrasse) 북쪽의 반호프 거리(Bahnhofstrasse)에 있었다. 2019년과 2021년 사이의 주요 재건 프로젝트의 일환으로 남동쪽으로 25m, 뵈징겐 거리 반대편, 누에네그 방향으로 새로운 역이 건설되었다. 새 역에는 길이가 330미m인 단일 측면 플랫폼이 있다. 역 앞과 플랫폼과 뵈징겐 거리 사이의 오래된 우회로에 243대의 자전거를 주차할 수 있는 공간이 있다. 역과 젠제강 사이의 자갈길은 라우펜에서 누에네그까지 이어진다. 2021년 4월에 나머지 노선과 함께 새로운 역이 개업했다.

## 운행편
2020년 12월 시간표 변경에 따라 라우펜 BE에서 다음 서비스가 정차한다.
- 베른 S-반 : S2 : 랑나우까지 30분 간격 운행